# Øyeflaten Station
Øyeflaten Station (Øyeflaten stasjon eller Øyeflaten holdeplass) er en jernbanestation på Bergensbanen, der ligger i Voss kommune i Norge. Stationen består af et spor og en perron med et venteskur i træ.
Stationen åbnede i oktober 1931. Oprindeligt hed den Øyflaten, men den skiftede navn til Øyeflaten i 1936.